# Frei Lagonegro
Frei Lagonegro est une municipalité brésilienne de l'État du Minas Gerais et la microrégion de Peçanha.